# Хамилтон (Мисури)
Хамилтон (енгл. Hamilton) град је у америчкој савезној држави Мисури.

## Демографија
По попису из 2010. године број становника је 1.809, што је 4 (-0,2%) становника мање него 2000. године.
| Група             | 2000.         | 2010.         |
| Белци             | 1.782 (98,3%) | 1.768 (97,7%) |
| Афроамериканци    | 2 (0,1%)      | 0 (0,0%)      |
| Азијати           | 1 (0,1%)      | 2 (0,1%)      |
| Хиспаноамериканци | 8 (0,4%)      | 18 (1,0%)     |
| Укупно            | 1.813         | 1.809         |